# Llista diatòpica del lèxic català
A la llista següent s'exposen alguns dels diatopismes o dels vocables endèmics, que són geosinònims emprats en cada regió dels Països Catalans.
El català és molt homogeni perquè té una gran part de dialectes consecutius (Catalunya Nova, les Illes Balears i l'antic Regne de València). Bon tros del que hi apareix com a diferències dialectals es crearen o s'esbandiren des del segle xvii, i s'accentuaren a partir del XIX, XX i encara ara, sobretot per la continuïtat de dinàmiques divergents. Malgrat tot, romanen arreu restes d'una major homogeneïtat passada. Així per exemple a la majoria del català central es desconeix el sentit original del verb escurar (si fa no fa, netejar eliminant les adherències en un recipient) que és comú en valencià i a les Terres de l'Ebre, però continuen vius sentits metafòrics com "escurar la butxaca"; l'occidental en general i el valencià en particular empren 'roig' però al parlar alacantí empren 'vermell'; al valencià septentrional diuen "vui" (anterior a "avui" en la història de la llengua) i avui, i actualment encara s'hi diu "pataca" i no "creïlla" com a la resta del valencià, on "pataca" encara es coneix per bé que ara ha pres nous significats... Moltes de les paraules tingudes per geosinònims no ho són originalment o encara no ho són per a molts parlants (sobretot els de parlars conservadors: balears i valencians): arena/sorra i granera/escombra (el valencià fa la distinció entre la granera, destinada als usos domèstics, i l'escombra del forn)...

## Diferències lèxiques
Noteu que hi ha casos en què dos mots en valencià per a una accepció equivalen a un sol mot a la resta del català: llevar - traure, agranar - escombrar, eixir - sortir.
| Balear/central        | valencià                                           |
| --------------------- | -------------------------------------------------- |
| anyell, xai           | corder                                             |
| avui                  | hui/vui/avui                                       |
| mató, recuit, brossat | brossat, brull                                     |
| cargol, carbassa...   | caragol, carabassa...                              |
| espelma               | ciri, candela, canela                              |
| esquitxar             | esguitar, esquitar, estufar                        |
| ajupir-se             | aponar-se, emponnar-se, ajumponar-se, agimponar-se |
| guineu, guilla        | rabosa                                             |
| mirall                | espill                                             |
| nina                  | xiqueta                                            |
| pagès                 | llaurador                                          |
| patata                | creïlla/craïlla/queraïlla/pataca                   |
| rentar                | llavar                                             |
| treure (llevar)       | traure (treure), llevar                            |
| esbandir              | rentar                                             |
| tarda (horabaixa)     | vesprada                                           |
| vuit                  | huit/vuit                                          |
| sortir                | eixir                                              |

## Geosinònims valencià – català oriental central
- aladroc / seitó, alfarrassar / avaluar, aliacà – aliacrà / fel sobreeixit, bolet / perboc, arreüssar – tresllindar (Banyeres) / endreçar, cuscanelles – cosquerelles – cossinogues (el Maestrat) – cassònigues (Vinaròs) – sorelles / pessigolles...

- Locucions: a la dula / a lloure, a estall – a destall / a escarada – a preu fet, a hora horada / a última hora – a misses dites – a deshora, a tiri i baldiri / a tort i a dret, atifell – artifell – catifell – tifell – gatifell / atuell – estri; xicalla – micalla (Alcoi) – requitalla (Ontinyent) / quitxalla – mainada – canalla...

- De diferent origen etimològic: balastrada (Otos) – animalada – rucada / bestiesa, butoni – babu – butaroni – catxou – cucaroni – moroti – mumo – papo – saginer o saginero (Vall Albaida) – greixer o greixero (Horta de València, Vall Albaida) / papu; embeulat - emberjolat – enxorlat / embadalit – embabaiat – embadalit, de colp a repent – de colp i barrada – de colp i tamborinada – d'escopetada – de volta volum / de cop i volta, enviar a l'ample – enviar a pastar fang – enviar allà a on brama la cavalla o la tonyina / engegar a dida...

- vocables com: escondir (Otos) – combatar (Agullent) – discundir – enromar – ensalinar – repinyar / comptar (en un joc de xiquets); vitet – visolet (Agres, Muro) – viró (Callosa d'en Sarrià) – cornet (Ibi) – coralet (la Plana de Castelló) – coentet (Benissa) – pesteta (el Maestrat) – ditet (Alcoi) / bitxo – pebrina, gatxull – catxull – gaixull / llotim, vidriola – gerigola (Callosa d'en Sarrià) / guardiola – lladriola (este viu també encara en el Camp de Morvedre).

- Lèxic localitzat en certes zones i reduïdes com: sorier o soriero (la Plana de Castelló) - baciner – dotor – furó - furoner / manefla; maruanet – planeta – estorí – aventador / ventafocs; merita – judia – nyivit / fredeluga; salar – fer fugina – fer campana – fer fotja / fer safrà...

- Lèxic restringit a determinats àmbits locals com en els casos de: cap / macedònia, pelis – amargor / fredorada, iseta – endreça – maldat – malesa / entremaliadura, o roget ‘varietat de bajoca’, ferribusterri – ponedora - cendrellosa - unflabous - fartabous - gatamoro - fumisterris - fel de la terra - mataconills / fumària – fumdeterra

- Jocs com el joliblau o la gallineta cega

- ganzolada / sotragada, pol / quitrà o cucarró ‘petita aglomeració de brutícia i cèl·lules epidèrmiques mortes que es forma en fregar la pell', ensé que, segons manera, encara com o mas que - encara que - més que / encara que – malgrat que – més que, balafiar / dilapidar, baratar / canviar, batafaluga / anís, endenyar / infectar, enfitar / empatxar, etc.

## Arabismes del valencià
Manuel Sanchis Guarner en la seua Gramàtica valenciana escrigué:
| « | Com és natural, els cinc segles d'islamisme, durant els quals el Mediterrani fou un mar pròpiament aràbic, tingueren intenses repercussions lingüístiques. Es canvià la fonètica de moltes paraules i se'n van introduir bastants de noves, servint l'aljamia dels mossàrabs d'intermediari per a portar arabismes al romanç i per a dur romanismes a l'àrab. Així són mots aràbics els noms d'alguns animals (alacrà, farnaca, fardatxo, farda, saboga, samaruc, aladroc, xaputa, etc.), de moltes plantes (abellota, albardí, albercoc, albergina, alfàbega, alfals, alficòs, almoraduix, arròs, atzavara, bacora, carabassa, carxofa, cascall, cotó, encanària, espinacs, dacsa, garrofa, gesmil, llima, taronja, sucre, safanòria, safrà, sorolla, séver, tramús, xalefa, xara, xirivia, etc.), d'obres agrícoles de canalització (séquia, assut, assarb, sénia, nòria, caduf, aljub, safareig, etc.), d'edificis i térmens de construcció (alqueria, almagatzem, almàssera, alforí, algorfa, sitja, almodí, drassana, algeps, rajola, atovó, gassó, sanefa, albelló, alcavó, alcova, ràfel, jàssena, raval, etc.), d'atifells o atuells domèstics (gerra, aixeta, safa, marraixa (bidó), sitra, setrill, marrassà, maruà, tassa, catifa, flassada, matalaf/matalap, tabac, sofà, etc.), de la indumentària (jaca, samarra, jupetí/jopetí, gipó, saragüells, arracades, sarró, taleca, barxa, etc.), de la milícia (almirall, adalil, alferes, almogàver, alardo, talaia, tabal, ronda, etc.), de les mides (fanecada, taülla, cafís, almud, arrova, quintar, quirat, alfarrassar, etc.), i de moltes més branques del vocabulari. | » |

## Diferències fonètiques
| català central                  | valencià                                                                                |
| ------------------------------- | --------------------------------------------------------------------------------------- |
| anglès, francès...              | anglés, francés...                                                                      |
| arrencar, nedar, xerrar...      | arrancar, nadar, xarrar...                                                              |
| càntir                          | papa                                                                                    |
| cementiri                       | cementeri (sept.)                                                                       |
| cua                             | coa (bal.), cua                                                                         |
| cop, pop...                     | colp, polp...                                                                           |
| altre                           | atre*                                                                                   |
| dipòsit                         | depòsit (bal.)                                                                          |
| fonoll, rostoll, ronyó, rodó... | fenoll (eiv., alg. Tortosa, sept.), restoll (eiv., alg. Tortosa, sept.), renyó, redó... |
| feina                           | faena (sept. fena)                                                                      |
| llagosta                        | llangosta                                                                               |
| néixer                          | nàixer                                                                                  |
| treure                          | traure (treure)/llevar                                                                  |
| ametlla, batlle, espatlla...    | ametla, batle, espatla, guatla, motle, vetlar...                                        |

Si a partir d'un parell de trets fonètics es poden distingir dos grans blocs dialectals catalans, l'occidental i l'oriental, hi ha molt poques paraules que tinguin una àrea coincident amb les de cadascun d'aquests blocs, gairebé per exemple les següents: espill, paloma, roig, en l'occidental, i mirall, papallona, vermell, en l'oriental. Aquesta manca de correspondència indica la gran unitat del lèxic català medieval, del moment de l'expansió del català pel Regne de València, i que l'actual diferenciació en tot l'idioma és de data posterior.
Es pot dir, doncs, que, com en tots els idiomes, cada paraula té la seva pròpia àrea. Moltes paraules tenen un àmbit inferior al d'un dialecte i sovint cobreixen una part d'un dialecte i una part d'un altre, o una part d'un i tot un altre o altres. En aquest sentit podem veure com la diversitat intradialectal, reforça sovint la idea d'unitat, ja que trobem dins d'un dialecte formes d'abast reduït o secundàries, que són les formes més esteses i principals d'un altre dialecte.
Per exemple:
| Taula comparativa dels noms del fruit de Solanum Lycopersicum entre diverses variants | |
| tomata                                                                                | català nord-occidental, septentrional, central septentrional de transició, part del valencià i català central (/tumátə/ en català oriental, i /tomáta/, /tomátɛ/ en occidental) |
| tomaca                                                                                | part del català central, part del nord-occidental, part del valencià (/tumákə/ en català oriental i /tomáka/ o /tomákɛ/ en occidental)                                          |
| tomàquet                                                                              | part del català central (/tumákət/) |
| tomàtiga                                                                              | mallorquí (/tomátigə/ a Palma, /tumátigə/ a Sóller, /tomátiсə/ a Manacor) |
| domàtiga                                                                              | mallorquí (/domátigə/) |
| tomàtic                                                                               | menorquí (/tumátic/) |

(Font: Diccionari Català-Valencià-Balear)
Tanmateix, una paraula pot existir en un altre dialecte en una accepció diferent, com per exemple:
- fesol = mongeta ara, fesol (Menorca) = pèsol (Mallorca i Eivissa. També se n'hi diu xítxero, pitxo i estiregassó. El mot mallorquí fesol designa l'espècie Vigna unguiculata syn. Dolichos Melanophthalmus. En català continental: fesolí m, fesolet m, banyolí m, caragirat m; Menorca: guixó m).

o
- aixeta = grifó (castellanisme probable), canella (Alt Urgell, Pla de Lleida, Fraga, Tamarit, Ribera d'Ebre) i (ai)xeta = pica, aixeta de fusta

Les àrees d'ús d'un geosinònim actual han anat canviant amb el temps. En són uns exemples els mots espill, gat, aixeta..., a l'edat mitjana i una part de l'edat moderna usats a Mallorca i amb el mateixos valors que al continent i ara desapareguts o en el cas d'aixeta, amb uns nous valors. Aquesta variació en l'àrea d'un mot és el resultat de la competència amb nous sinònims procedents de la innovació lèxica (per metàfores, metonímies, etc.), de la interferència d'altres llengües (buscar/cercar) (adstrat), de l'especialització en el significat a conseqüència de l'aparició de nous termes (neologismes), de la diferent adaptació de manlleus d'altres idiomes (tomata..., blat de moro)... La distribució de cada unitat lèxica és el resultat de tots aquests factors esmentats; un factor fonamental és l'aïllament geogràfic, que fa que les innovacions i transformacions restin aïllades o no arribin arreu del domini lingüístic.
Algunes parelles de geosinònims són formades per un mot d'origen llatí i un d'origen àrab (un arabisme) i llurs àrees corresponen amb les dels dialectes constitutius i les dels consecutius, aquests amb un substrat àrab del català: alfals/userda, alficòs/cogombre (l'alficòs no és un cogombre. En valencià actual "cogombre" es diu amb el castellanisme 'pepino', probablement per la substitució absoluta de la varietat autòctona, tanmateix es diu colombro a València i combombro a Xàbia i cogombro, codombro i codomgro. Molts llibres han repetit això d'alficòs = cogombre sense rectificar des de fa anys, malgrat que no es confon mai un alficòs, ficòs o amficòs i un cogombre), bellota/gla f. o aglà m., etc. (el primer element és l'arabisme).
D'altra banda, la separació entre geosinònims no és absoluta, perquè en un mateix dialecte hi poden conviure dos sinònims amb predomini d'un. Per exemple al Sud del País Valencià es distingeix entre la safanòria (la tradicional, de color morat) i la carlota/carrota (gal·licisme arribat amb la introducció de la novetat que representà la pastanaga de color taronga o més tost butà).
A més certs mots poden haver conservat llur sentit original en un o més dialectes o haver-ne pres un altre, la qual cosa genera falsos amics al si de la mateixa llengua: per exemple en rossellonès s'empra bordegàs per 'bastard', noi, a per 'gitano', minyona per 'noia' (la 'minyona' hi és 'la criada'. el terme minyó s'ha conservat també a l'Alguer i a la resta del país s'utilitza com a sinònim secundari), jove per 'xicota, promesa, parella' (com en eivissenc, o el conegut cas de les calces que a les Illes, el País Valencià i sud de Catalunya són les mitges del Central. Pertot fora del català central 'la jove' és 'la nora'), marxar per 'caminar' (com en occità i en francès i no 'partir'). En alguns casos un primer canvi en un lloc concret en el significat d'una paraula, pot provocar canvis reeixits a tot un conjunt del camp semàntic, p. ex. l'eliminació del mot llavar en els parlars orientals (per la confusió amb llevar) provocà el desplaçament semàntic a rentar, i d'aquest a esbandir, etc. El valencià manté majoritàriament els significats clàssics.
Així, aquesta taula comparativa de geosinònims catalans és una simplificació de l'àrea de cada mot.

## Taula comparativa de geosinònims catalans
| Central                                                                                 | Valencià | Balear | Nord-occidental | Rossellonès |
| --------------------------------------------------------------------------------------- | --- | --- | --- | --- |
| agafar                                                                                  | agarrar (fer presa amb la mà (d'algú o d'alguna cosa) / agafar | agafar | agafar / agarrar (tort.) | agafar |
| maduixa                                                                                 | "fresa" (amb "z"), fraula | fraula | fraula, fraga | maduixa (fresard: maduixa grossa) |
| llevar-se                                                                               | alçar-se | aixecar-se (llevar-se, aixecar-se, alçar-se eiv.)                                                                                                | aixecar-se | aixecar-se / alçar-se / llevar-se |
| esmorzar                                                                                | desdejunar-se ("Encara no s'ha desdejunat" però mai no es diu "Ja has pres el desdejuni?". En valencià no s'empra "desdejuni", qui utilitza el substantiu "desdejuni" és perquè tradueix literalment el castellà "desayuno") i esmorzar-almorzar (són dues menjades no una) | berenar (esmorzar eiv.) | esmorzar | esmorzar |
| esquitxar (escatxir, Vallès), escatxigar (St. Feliu de G., Solsona, Cardona, Gironella) | esguitar, esquitar, escarritar (Castelló, Artana), estufar (Maestr., Cast., Val., Al); estufar (Maestr., Cast., Val., Al.) | esguitar, esquitxar, esquitar (Mall, eiv. -esquitillot per Esquitx-), esbrufar (Mall., Men.), brufar (Mall.)                                     | escatxillar (Tortosa, Benicarló), escatxigar (Ll., Artesa, Tàrrega, Sidamunt), escatxicar (Balaguer), escarxigar (terres de Lleida), escarritar, escarritxar, escatxigar, escatxillar (Tarragoní), escarritxar (Tortosa, Falset, Flix, Benassal -però també s'hi diu esguitill per Esquitx-, Morella), escatxicar (Balaguer), esquitxegar (Sentiu de Sió a la Noguera), estufar (Tortosa, Ulldecona) | esquitxar, resquitllar, gisclar, esquitxonar (Conflent) |
| berenar                                                                                 | berenar | fer sa bereneta- berenar | berenar | espertinar, fer l'espertina, l'espertineta |
| dolent                                                                                  | roí(n) | dolent (mal, roí(n) eiv.) | dolent | dolent |
| avui                                                                                    | hui/vui/avui | avui | avui | avui |
| mongeta                                                                                 | fesol/tabella/bajoca/mongeta | mongeta | mongeta / tabella / fesol / bajoca | monja / granet |
| matalàs                                                                                 | matalap / matalaf / matalàs (Guardamar) | matalàs (matalaf men. eiv.) | matalàs / matalap (tort.) | matalàs |
| somiar                                                                                  | somiar / ensomiar | somiar | somiar / ensomiar (tort.) | somiar |
| sortir                                                                                  | eixir / sortir (sorgir, aparèixer, brollar amb força) | sortir | sortir | sàller-sallir / eixir / sortir |
| cop de puny                                                                             | punyada | cop de puny (punyada men.) | cop de puny / punyada (tort.) | cop de puny |
| buscar                                                                                  | buscar | cercar | buscar / recossirar | cercar / querre (si ja se sap on trobar) |
| mandra                                                                                  | peresa / perea / gossera / malagana (Castelló, Montsià) | peresa (vessa mall. men.) | peresa / perea | goda / canya / ganarra |
| gandul, mandrós                                                                         | peresós / pereós / gos | peresós | peresós / pereós | mandrós, esquenadret??, gamarro, ganarra, ganarrós, ganso, gansola |
| gat                                                                                     | gat | moix, gat (gat eiv.) | gat | gat |
| borratxo, pet, pitof, gat, begut                                                        | borratxo, bufat, empetat | gat / moix (mall., men., eiv.), xot (borratxera a Mall.)                                                                                         | borratxo / gat | gat / borratxo / xucaaixetes / purgamost |
| got                                                                                     | got | tassó (got eiv. men.) | got | got / veire |
| gos                                                                                     | gos | ca - cus | gos | ca / gos |
| diners                                                                                  | diners | diners, doblers (sous Pitiüses) | diners | sous / diners?? |
| sorra                                                                                   | arena (allà on es coneix, sorra/saorra és una altra cosa) | arena | arena | sorra |
| verola                                                                                  | pigota vera | pigota (també Alguer) | pigota | picota |
| varicel·la/verola borda (BCN, Cadaqués)                                                 | pigota borda/volandera/pigota cristal·lina | pigota borda (Mall., Eiv., també Alguer), volatge (Men.)                                                                                         | varicel·la/pigota | picota / ant. falsa (doc. 1397) |
| xarampió (xarrampió)                                                                    | pallola / rosa / sarampió (sarrampió) | pallola (Eiv.), rosa (Mall., Men., Alg.) | sarampió | xarampió, xarimpiu, xirimpiu |
| rubèola / rosa                                                                          | rosa | *roseola (castellanisme? Palma)/ rubèola / rosa (Eiv.)                                                                                           | rosa / rubèola | *rujola |
| escombra                                                                                | granera/escombrall (del forn) / ramàs o raspall (sense mànec, de branquillons) | granera | granera/ escampa (de branquillons) | escombra / raspall (de fusta o de bruc per a netejar l'era) / engranera (capcir) |
| barrejar                                                                                | mesclar, barrejar | mesclar | barrejar / mesclar | barrejar |
| jove                                                                                    | nora | nora | nora | nora |
| esbandir (aclarir Gironès, esclarir Manresa)                                            | rentar / aclarir /esclarir (Elx) / repassar / esbandir (Tàrbena, Callosa d'en Sarrià... A d'altres llocs té altres sentits) | rabejar / repassar / aclarir | repassar / esbandir | esclarir / rabejar (refrescar, occitanisme en ús? Es troba en una cançó popular) |
| rentar                                                                                  | llavar | rentar | rentar | rentar |
| eixugar/torcar (Reus)                                                                   | torcar | torcar (Mall.) / fregar (Eiv. i Form.) | fregar/torcar (Lleida, Ebre) | eixugar |
| rentar els plats                                                                        | escurar | escurar (Mall., Eiv.), fer s'escurada | fregar els plats (Lleida) / escurar (Ebre) | fer l'aigüerada, fer la fregarada, fregar l'einam |
| calces, pantalons                                                                       | calçons | calçons | calçons (tort.) | calces, pantalons |
| mitges                                                                                  | calces | calces | mitges / calces (tort.) | calces (>pantalons) |
| mitjons                                                                                 | calcetins | calcetins | mitjons / calcetins (tort.) | mitges / calces |
| Roba interior d'home: calçotets (home)                                                  | calçotets/calçons/calçoncillos | calçons blancs/calçoncillos (Mall.)/ calçons de davall (Men., Eiv.)                                                                              | calçotets | calçons / calçots |
| Roba interior de dona: calces, calcetes (adés pantalons ALDC)                           | bragues (adés pantalons ALDC) | bragues (arreu) /calçons (Mall.)/calçons de davall (Men.)                                                                                        | calces / bragues (Ebre) | calces |
| trucar                                                                                  | tocar | tocar | trucar | trucar / tustar |
| Telefonar: trucar / picar (Empordà, Barcelonès, Reus), tocar?                           | tocar, cridar, picar (Maestrat, Ports, Montsià) | cridar, picar, tocar? (Alg. cridar, avisar, fer una telefonada)                                                                                  | cridar, telefonar / picar (Lleida, Ebre) | telefonar, cridar |
| mirall                                                                                  | espill | mirall | espill | mirall |
| llombrígol/melic                                                                        | melic | llombrígol | melic | llombrígol |
| papallona                                                                               | paloma/palometa | papallona (paloma eiv.) | paloma / voliana | parpallol / parpanyol-parpinyol |
| vermell                                                                                 | roig/vermell (Elx, Benidorm, La Vila Joiosa) | vermell | roig / roi | roig |
| amanida                                                                                 | ensalada | enciam (ensalada men.) | amanida / ensalada | enciam |
| capsa                                                                                   | caixa (castellanisme per abús?) | capsa | capsa | capsa |
| d'hora (dejorn)                                                                         | enjorn, matí, prompte (extensió de sentit probablement reforçada pel castellà) | prest (prompte eiv., dejorn men.). A Mall. 'aviat' guarda el sentit antic i comú amb l'occità de ràpidament, de pressa i ràpid, que va de pressa | d'hora / lleu / prompte (tort.) | d'hora ('lleu', en zones de transició cap a l'occità. Al Rosselló i Conflent 'lleu' vol dir 'aviat') |
| relliscar                                                                               | esvarar/esllissar als Ports, llissar, esllisar, rellissar, resquillar ('rasquillar') (Vinaròs) | llenegar / resquillar (patinar men.) | llissar / rellissar (tots dos també al Montsià), esllissar (Matarranya, Ribagorça) esllisar (Pirineus, Alt Urgell, Alta Ribagorça) | llisar / resquillar (Conflent, Empordà, Garrotxa, Lluçanès, Montsià) |
| paleta                                                                                  | obrer (/de vila o de cases) | picapedrer | paleta | peirer (el DCVB atesta l'ús de Mestre de cases en tot el domini lingüístic) |
| Maó massís: maó                                                                         | rajola, rajol, atovó, tovó; quadró (rajola quadrada (Valljunquera, Maestrat, Morella) | tova (Mall.) / maó (Eiv.); misó (Men. per a fer voravies) / rajoló (Alg.)                                                                        | tova / tovot / rajol; quadró (Tortosa. Dit especialment de la rajola quadrada gran, de què se solen enrajolar les cuines de pagès) | cairó (mena de totxo tradicional de peça plena de 44x22x5 cm) ((maó: la mida més corrent i gruixuda fa prop 14 o 15 cm de llarg per la meitat d'ample i de 4 a 5 cm de gruix (maons totxos o gruixuts); el maó mitjà té 3 cm de gruix, i el maó prim en té dos. cas. adobe o mahón))                                           |
| Maó amb forats: totxo, totxana                                                          | rajola/rajol/atovó/bric/brica/totxo | totxo, bloquet, totxana (Mall.) / *ladrillo (Eiv.) / rajoló (Alg.)                                                                               | totxo | viola (peça plena de 44cm de llarg i 5 cm de gruix) ((totxana: peça ceràmica, a Catalunya fa generalment 9 x14 x29 cm, amb al seu llarg sis orificis de secció quadrada o circular disposats en dos rengles de tres orificis cada un (cas. tochana))) ((totxo: maó massís de prop 5 cm de gruix (cas. tocho, ladrillo tocho))) |
| rajola (de València)                                                                    | taulell (sols paviments), manisa/maniseta | rajola | rajola | ?? |
| tarda                                                                                   | vesprada, poqueta nit, tardet, tarde (Maestrat, Ports) | horabaixa, capvespre (tarda eiv., capvespre men.)                                                                                                | tarde / bocafoscant | tarda |
| petó                                                                                    | bes / besada | besada | bes / potxó / besada | potó ('ba' llenguatge infantil) |
| nen, nena                                                                               | xiquet, xiqueta | nin, nina | xiquet, xiqueta | nin, nina / mainatge / pallago / petit, petita (Salanca) / gojat, gojata (Conflent, Capcir, Cerdanya) |
| noi                                                                                     | xic/xicon/xicot | al·lot (xic Pollença) | xic / xicot | minyó (gojat en alguns llocs). Minyó és sinònim de Fadrí |
| toro (bou si és capat)                                                                  | bou | brau, toro | bou (si és capat) / toro | toro, taure (en alguns indrets) / bou (si és capat) |
| xai                                                                                     | corder | xot - anyell - be | corder | xai (de 0 a 6 mesos), anyell (1 any) |
| estel, cometa, grua                                                                     | catxirulo, milotxa, cometa | miloca, estel (milotxa eiv. estrella men.) | estel, cometa, grua (milorxa Mequinensa, milotxa Riba-roja d'Ebre, Amposta), bacallà (quan és gros, tort.) | passavolant |
| llimona                                                                                 | llima / llimó (alacantí, Vinalopó) | llimona (llimó eiv.) | llimó / llima (tort.) | llimona |
| esglaó / graó                                                                           | escaló | escaló | escaló | esgraó / escaló?? |
| galleda                                                                                 | poal/poval | poal | galleta / ferrada, ferrat / poal i poval (tort.) | ferrada / ferrat / poal (bidó fr. al Rosselló, a Tellet, al Vallespir) |
| aixeta                                                                                  | aixeta | aixeta-grifó | canella / xeta / aixeta | (ai)xeta |
| bombolla (d'aigua)                                                                      | bambolla / bufa-bufeta / barralet-barrilet | bambolla-bombolla-bimbola / bimbolla (men.) / bufoga (Men.)                                                                                      | bambolla (bombolla) | bombolla / baldufa-bolduf(l)a / botolla (Conflent)-botella? / bufa (d'aigua) / bola (d'aigua) |
| butllofa / veixiga (Vall de Ribes, Garrotxa) / bombolla (Alt Empordà)                   | bombolla/bambolla / bufa | bòfega / bòfia / bolla / bola (eiv.) / bufeta (Mall., Men.) / bufoga (Sóller, S'Arracó, Men.)                                                    | ballòfia / batllofa / bambolla (tort.) | baldufa/bolduf(l)a/boldolla/botolla?(Conflent)-botella?, bufa, bombolla (Vallespir, Conflent?, Cerdanya), veixiga (Vallespir), butllofa (Vallespir i algun altre punt) |
| càntir (de dur aigua) /gerra                                                            | cànter | gerra (Eiv. i Mall.), ancolla (Ciutadella) | cànter/càntir / càncer? | càntir |
| càntir (de beure a galet) / poal (Empordà)                                              | botija /botijó/canterella/marraixa | baldraca (Eiv., Form.) / botilla (Mall.) / cànter (Ciutadella)                                                                                   | selló/barral/canterella/càntir/pitxell/poal (Priorat) | càntir / poal |
| rec                                                                                     | séquia | síquia | secla / séquia | rec, rega?? |
| joguina                                                                                 | joguet / juguet | jugueta (jugaroll eiv. joguet men.) | joguet | joguet |
| xisclar                                                                                 | cridar / xillar | giscar / cridar | gisclar / cridar | gisclar - guiscar |
| ocell-aucell                                                                            | pardal / ocell / moixó (Nord) | ocell (pardal eiv.) | moixó | ocell-aucell ('colom' en el parlar gitano, en què 'pardal' designa el sexe masculí humà) |
| pardal                                                                                  | (pardal) teuladí, teulat (La Marina) | (pardal) teulader (teulat eiv., pardal men.) | pardal | pardal |
| blat de moro / moresc                                                                   | dacsa (Marina, Comtat, Safor) / panís | blat de les índies- blat de moro (blat dindi men., dacsa eiv., forment d'Índia Alg.)                                                             | blat de moro / panís / milloc | blat dindi, blat indi / mill (nord del Rosselló, Conflent, Cerdanya i Capcir. també 'milloc' al Capcir?) / blat de moro (Vallespir) |
| gall dindi / indiot                                                                     | titot / tito / indià / polit | indiot | indiot (la Plana d'Urgell) / tito/titot (Ebre) | pioc |